# Ottavio Cinquanta
Ottavio Cinquanta (né le 15 août 1938 à Rome en Italie et mort le 18 juillet 2022) a été président de l'International Skating Union (Union internationale de patinage) de 1994 à 2016, et membre du Comité international olympique de 1996 à 2016.

## Biographie

### Enfance et formation
Ottavio Cinquanta a grandi à Milan en Italie. En matière sportive, il a suivi une formation de patinage de vitesse. Sa famille étant de condition modeste, il n'a jamais fréquenté l'université et a reçu une formation en gestion et marketing. Il a travaillé dans des structures financières et de l'industrie pétrochimique, notamment comme manager dans la compagnie pétrolière italienne Tusco Petrol.

### Responsabilités à la Fédération italienne et à l'ISU
À la Fédération italienne des sports de glace, il est d'abord président du Comité technique de 1973 à 1980, puis vice-président de la Fédération de 1984 à 1988.
Membre du Comité technique pour le patinage de vitesse sur piste courte dès sa création à l'ISU en 1975, cela lui permet de devenir juge international de sa discipline lors des Championnats du monde et des Jeux olympiques d'hiver de 1975 à 1992. En 1992, il est élu vice-président de l'ISU pour le patinage de vitesse.
Le président de l'ISU, Olaf Poulsen, décide de prendre sa retraite en démissionnant de toutes ses fonctions après les jeux olympiques d'hiver de Lillehammer en 1994, organisés dans son pays natal en Norvège. C'est alors qu'Ottavio Cinquanta, qui était vice-président depuis deux ans, est élu pour lui succéder.

### Président de l'ISU (1994-2016)
Au moment de son élection à la présidence de l'ISU, à l'âge de 56 ans, Ottavio Cinquanta décide de se retirer de son poste de manager de la compagnie pétrolière Tusco Petrol.

#### Création du Grand Prix ISU
Il est d'abord considéré comme un progressiste lorsqu'il prend la décision d'introduire des prix en argent pour les patineurs artistiques amateurs, remis lors de compétitions organisées par l'ISU. Il crée, dès la saison 1995/1996, le Grand Prix ISU regroupant six épreuves (le Skate America, le Skate Canada , la Coupe d'Allemagne remplacée en 2003 par la Coupe de Chine, le Trophée de France, la Coupe de Russie, et le Trophée NHK) se déroulant à l'automne et se terminant par une finale du Grand-Prix. Pour ce faire, il a négocié un contrat de 22 millions de dollars par an avec ABC Sports (actuellement ESPN on ABC), ce qui a permis à la fédération internationale de patinage d'être sur un terrain beaucoup plus ferme à l'égard de la concurrence des compétitions de patinage professionnel qui étaient devenues très populaires à la suite de l'attaque contre la patineuse Nancy Kerrigan juste avant les jeux de 1994. Cet argent de la télévision américaine a aussi permis à l'ISU de financer toute une série de programmes de perfectionnement dans le patinage artistique (notamment avec l'organisation d'un Grand-Prix ISU junior) mais aussi dans le patinage de vitesse.

#### Critiques de la communauté du patinage artistique
En raison de sa formation sportive dans le patinage de vitesse, Ottavio Cinquanta a fait l'objet d'un grand nombre de critiques de la part de la communauté du patinage artistique, en particulier au Canada et aux États-Unis. Au cours de l'hiver 2002, lors du scandale en patinage artistique des jeux de Salt Lake City, il a été très critiqué pour ses réponses évasives et sur son aveu de « ne pas bien connaître le patinage artistique ». En dépit de son manque de connaissances avoué sur ce sport, il a proposé un nouveau système de notation pour le patinage artistique dont la caractéristique majeure était rendre les juges anonymes. La mise en œuvre de ce nouveau système de notation, lors des championnats du monde de patinage artistique 2003 à Washington, a été très controversée et n'a pas suffi à empêcher les protestations des supporters dans la patinoire, et Ottavio Cinquanta a été plusieurs fois personnellement hué par le public,.
Ottavio Cinquanta avait déjà été vivement hué par des supporters lors des Championnats du monde de patinage artistique 1996 à Edmonton, après avoir invoqué un vice de forme afin d'éviter que le patineur canadien Kurt Browning, devenu professionnel, puisse patiner lors de la cérémonie d'ouverture de cet événement. Cette situation se reproduisit aux Championnats du monde de patinage artistique 1998 à Minneapolis.
En dépit de son impopularité parmi les fans nord-américains, Ottavio Cinquanta a été réélu à la présidence de l'ISU à plusieurs reprises sans opposition.

#### La polémique du juge Joseph Inman
Le 11 février 2010, Ottavio Cinquanta intervient dans la polémique entourant Evgeni Plushenko et Brian Joubert, lancée par le juge international américain, Joseph Inman, qui a envoyé un e-mail à une soixantaine de ses collègues juges, les mettant en garde et leur demandant d’être vigilant lors des compétitions des Jeux olympiques de Vancouver sur les transitions du patineur russe et à un degré moindre du Français. Ottavio Cinquanta a déclaré sur RMC sport : « Personnellement, je n'ai pas reçu d'e-mail. Cette polémique n'a pas lieu d'être, car quand vous êtes fort sur la glace, vous gagnez. Si un patineur tombe, il perd et ça arrive. Pourquoi un juge ne pourrait-il jamais se tromper ? »

#### Liste des principales nouveautés ayant eu lieu sous sa présidence
Cette section ne s'appuie pas, ou pas assez, sur des sources secondaires ou tertiaires indépendantes du sujet.

Pour l'améliorer, ajoutez-en, ou placez des modèles {{Source secondaire souhaitée}} ou {{Source secondaire nécessaire}} sur les passages mal sourcés. (juillet 2022)
- Création du Grand Prix ISU de patinage artistique pour la saison 1995/1996 (voir plus haut).
- Création des championnats du monde simple distance de patinage de vitesse en 1996.
- Création de la Coupe de Russie de patinage artistique à l'automne 1996, qui intègre le Grand Prix ISU
- Premiers championnats des quatre continents de patinage artistique à Halifax au Canada en 1999, réunissant les patineurs individuels masculins et féminins, les couples artistiques et les danseurs sur glace des quatre continents (Amérique, Afrique, Asie, Océanie) en excluant les patineurs européens qui ont déjà leurs championnats d'Europe.
- Premiers championnats du monde de patinage synchronisé à Minneapolis aux États-Unis en 2000.
- Introduction aux jeux olympiques d'hiver de 2002 à Salt Lake City du 1500m masculin et du 1500 m féminin en patinage de vitesse sur piste courte.
- Création de la Coupe de Chine de patinage artistique à l'automne 2003, qui intègre le Grand Prix ISU en remplacement de la Coupe d'Allemagne.
- Mise en place du nouveau système de notation en patinage artistique pour la saison 2004/2005.
- Introduction de la poursuite par équipe masculine et féminine masculine et féminine aux championnats du monde simple distance de patinage de vitesse de 2005.
- Introduction de la poursuite par équipe masculine et féminine dans le programme du patinage de vitesse des jeux olympiques d'hiver de 2006 à Turin.
- Création des championnats du monde par équipes de patinage artistique en 2009.
- Introduction aux jeux olympiques d'hiver de 2014 à Sotchi d'une épreuve par équipes en patinage artistique.
- Introduction de la mass start masculine et féminine aux championnats du monde simple distance de patinage de vitesse de 2015.

Le néerlandais Jan Dijkema lui succède à la présidence, et Ottavio Cinquanta est élu président honoraire de l'ISU lors du 56e congrès ordinaire de l'ISU qui s'est tenu à Dubrovnik en Croatie en 2016.

### Membre duCIO(1996-2016)
Dès 1994, il devient membre du conseil d'administration du mouvement olympique du CIO (jusqu'en 1999) et du conseil d'administration de la solidarité olympique du CIO (jusqu'en 2001).
C'est en 1996 qu'il devient membre à part entière du CIO, ce qui va lui permettre de participer :
- à la commission de coordination pour les XIXes Jeux olympiques d'hiver à Salt Lake City (de 1996 à 2002)
- au comité exécutif du CIO (de 2000 à 2008)
- à la commission du marketing du CIO (depuis 2002)
- à la commission de coordination des XXIes Jeux olympiques d'hiver à Vancouver (de 2003 à 2010)
- à la commission de coordination des XXIIes Jeux olympiques d'hiver à Sotchi (de 2007 à 2014)
- à la commission de coordination pour les Jeux olympiques de la jeunesse d'hiver à Innsbruck (de 2009 à 2012)

## Décorations
- Collier d'or pour les réalisations sportives (12 février 2003)[9]
- Grand officier de l'ordre du Mérite de la République italienne (2 juin 2011)
- Commandeur de l'ordre du Mérite hongrois